# Karl Otfried Müller
Karl Otfried Müller (Brieg, 28 agosto 1797 – Atene, 1º agosto 1840) è stato un grecista, filologo classico ed etruscologo tedesco.

## Biografia

### Educazione
Nato in una località della Slesia appartenente alla fine del XVIII secolo alla Prussia e dal 1945 alla Polonia, Karl Müller era il primo di quattro figli del pastore protestante pietista Karl Daniel Müller e della moglie Juliane; suo fratello Julius diventerà un noto teologo, mentre l'altro fratello Eduard sarà preside delle scuole ginnasiali a Racibórz e a Legnica. Ricevette la prima educazione in famiglia. Nel 1806, dopo il trasferimento della famiglia a Oława, Karl entrò nel Gymnasium di Brieg, dove presto iniziò a distinguersi con pubblici discorsi in prosa e in versi, più tardi anche in lingua latina, composti nelle diverse occasioni pubbliche (per es., fine dell'anno scolastico, visita di autorità, feste religiose).
Nel 1814 si iscrisse all'università di Breslavia in scienze naturali; attratto tuttavia dalle lezioni di filosofia di Henrik Steffens, di filologia classica di Ludwig Friedrich Heindorf e di storia romana di Barthold Georg Niebuhr, Karl si avviò verso la ricerca storico-filologica. Nel 1816 si trasferì alla Università di Berlino dove, più delle lezioni di Friedrich August Wolf, verrà attratto da quelle del giovane August Boeckh, che aveva appena pubblicato Die Staatshaushaltung der Athener, e da quelle di Philipp Buttmann, che in quel periodo stava preparando il suo Mythologus.

### L'insegnamento universitario

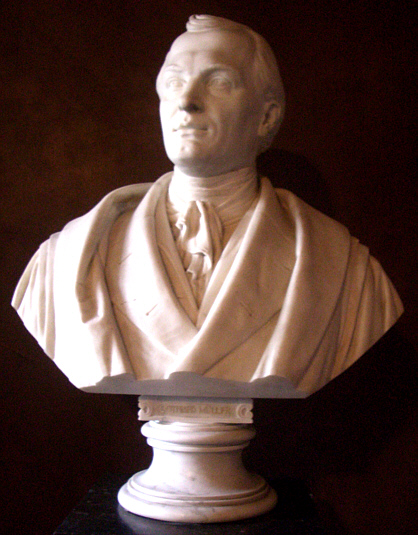
Büsto di Karl Otfried Müller all'Università di Gottinga

Nel 1817 conseguì il Promotion (dottorato) con pubblicazione della tesi presso l'editore Reimer di Berlino. Ai primi del 1818 venne assunto al Maria-Magdalenen-Gymnasium (Magdalenaum) di Breslavia. Durante la sua permanenza a Breslavia non abbandonò la ricerca in ambito universitario: conseguì l'Habilitation (la libera docenza) e successivamente, con l'aiuto del Boeckh, ottenne dapprima un posto di Adjunct (associato) all'Accademia delle scienze prussiana, per lavori presso il Corpus Inscriptionum Graecarum, e poi un posto di Repetent (ripetitore) all'Università di Berlino. Sempre con l'interessamento del Boeckh, alla fine del 1819 venne chiamato all'Università Georg-August di Gottinga come Außerordentliche Professur (professore straordinario) di Klassischer Philologie auch Kunstarchäologie (Filologia classica e Archeologia artistica). Prima di iniziare l'attività a Gottinga (1820), si fermò per un bimestre a Dresda, dove frequentò la famosa Gemäldegalerie Alte Meister (Galleria di arte antica); frutto di questo soggiorno, la lezione inaugurale a Gottinga, dedicata al De tripode Delphico (22 gennaio 1820) e l'articolo "Über die Tripoden" pubblicato in Amalthea, I. Sempre nel 1820 uscì, presso l'editore Josef Max di Breslavia, il primo volume (Orchomenos und die Minyer) dell'opera Geschichten Hellenischer Stämme und Städte.
Müller ritenne sempre molto importante lo studio delle opere d'arte antiche e dedicò sempre i periodi di vacanza alla visita di musei e collezioni archeologiche in tutta Europa. Le sue lezioni universitarie riguardarono spesso le antichità greche, e nell'insegnamento seguiva, con ciclico triennale, il seguente ordine: nel primo anno Archeologia e storia dell'arte antica; nel secondo anno, Antichità greche, Mitologia e Storia della religione dei popoli dell'antichità; nel terzo anno, Storia della letteratura romana. Müller svolgeva inoltre corsi monografici sugli antichi storici (Erodoto, Tucidide, Pindaro, Tacito, ecc.). Le sue lezioni ebbero sempre successo ed erano seguite regolarmente e con entusiasmo da numerosi studenti di altri corsi di laurea. Müller fu condirettore di un Seminario filologico, nel quale venivano proposti alternativamente testi greci e testi latini ed erano seguiti da un dibattito in lingua latina. Partecipavano regolarmente a questi seminari, in qualità di relatori, Arnold Heeren, Ludolf Dissen e alcuni giovani appartenenti a una Gesellschaft der Ungründlichen (Società degli scriteriati) i quali si dedicavano a traduzioni in tedesco di classici latini e greci utilizzando provocatoriamente un registro linguistico basso. Nel 1835 Müller divenne anche professore di Eloquenza, ed ebbe l'incarico di tenere discorsi pubblici ufficiali.
Anche la vita privata procedeva serenamente: nel 1824 Müller sposò Pauline Hugo, figlia di Gustav Hugo, professore di diritto a Gottinga. I due coniugi si fecero costruire un'abitazione grande e comoda che, dopo la morte di Karl, sarà acquistata da una Società culturale di Gottinga e destinata a un "Literarisches Museum", con sale di lettura e di riunione per professori e studenti.
Il 18 settembre 1837 il nuovo re di Hannover, Ernesto Augusto soppresse la Costituzione: ne seguirono proteste anche nell'università di Gottinga: sette professori universitari (noti come "I sette di Gottinga") rifiutarono di giurare fedeltà al nuovo re, e furono licenziati; Karl Müller fu coinvolto nelle polemiche che ne seguirono: appartenne a un gruppo di altri sei professori che manifestarono solidarietà ai primi sette, ma non venne licenziato.

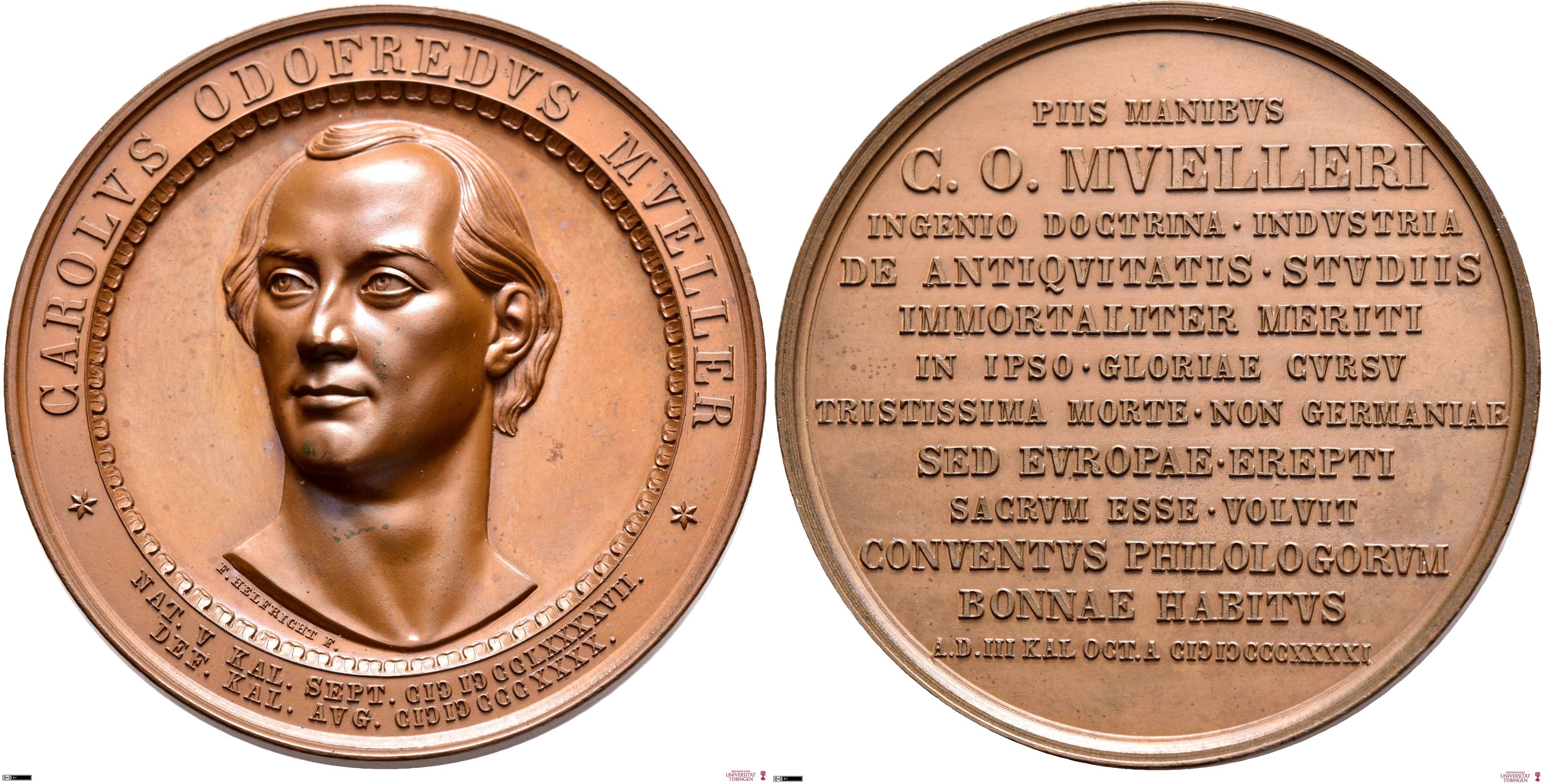
Medaglia commemorativa di Karl Otfried Müller (1841)

Nel 1839 venne pubblicata a Lipsia un'edizione critica dell'epitome del grammatico Sesto Pompeo Festo, accompagnata da un ampio commentario. Nel frattempo Müller aveva iniziato a comporre una Storia della letteratura greca, che gli era stata commissionata a Londra dall'editore Parker nel 1836; la prima parte uscirà in lingua inglese l'anno seguente, mentre l'autore era ancor vivo; il resto uscirà postumo in tedesco. L'opera venne tradotta anche in italiano e quest'ultima versione è disponibile con Google Ricerca libri.
Nel 1841 gli venne dedicata una medaglia.

### L'ultimo viaggio in Italia e in Grecia
Nell'autunno del 1839, dopo lunga preparazione, Müller ottenne il permesso di poter effettuare un viaggio di studi, della durata di 14 mesi, in Italia e in Grecia, in compagnia di Gustav Adolf Schöll, Theodor Pressel, Ernst Curtius, e del disegnatore Friedrich Neise che gli era stato messo a disposizione dal governo. Fino al marzo del 1840 la spedizione soggiornò in Italia (Verona, Mantova, Firenze, tre mesi a Roma, poi Napoli, Ercolano, Pompei, Paestum e Sicilia).
Il 6 aprile 1840 la comitiva giunse ad Atene. Dopo un primo soggiorno ad Atene di cinque settimane, Müller e Curtius si recarono nel Peloponneso (7-16 maggio 1840). In estate la comitiva tedesca iniziò un viaggio nella Grecia settentrionale: Maratona, in Beozia, alle Termopili, ad Anfissa e infine a Delfi, dove giunsero il 20 luglio 1840. Müller e allievi si trattenne a Delfi otto giorni effettuando degli scavi nel corso dei quali vennero rinvenute circa sessanta iscrizioni su pietra. Il sole cocente, sotto cui si svolgeva il lavoro di trascrizione, causò tuttavia a Müller un colpo di calore, una grave patologia caratterizzata da disturbi neurologici e da un incontrollabile aumento della temperatura corporea. La comitiva decise di ritornare ad Atene, percorrendo a cavallo il tratto da Delfi a Tebe e proseguendo poi con il treno reale inviato espressamente, assieme al medico personale del re, per assistere Müller. Ma, giunto ad Atene, nel pomeriggio del 1º agosto Karl Otfried spirò, ad appena 42 anni di età. Gli vennero tributate esequie solenni a cura dell'Università di Atene, con la partecipazione del re e del corpo diplomatico, e venne seppellito nel "Primo cimitero di Atene" (Πρώτο Νεκροταφείο Αθηνών), nel boschetto di cipressi presso le sponde dell'Ilisso.

## Opere
- Orchomenos und die Mynier, 1820; II edizione 1844 (on-line)
- Die Dorier, 1824 (Vol. 1: on-line, Vol. 2: on-line); II edizione 1844 (Vol. 1: on-line, on-line, Vol. 2: on-line, on-line)
- Prolegomena zu einer wissenschaftlichen Mythologie, 1825 (on-line)
- Die Etrusker, 1828 (on-line); nuova edizione 1877 (Vol. 1: on-line, Vol. 2: on-line)
- Leake's Topographie von Athen (Anmerkungen), 1829 (on-line)
- Handbuch der Archäologie der Kunst, 1830 (on-line), 2. Edizione 1835 (on-line), III edizione 1848 (on-line)
- Zur Topographie Athens, ein Brief aus Athen, und ein Brief nach Athen (con Peter Wilhelm Forchhammer), 1833 (on-line)
- Ergänzende biographische Nachrichten, in: Kleine lateinische und deutsche Schriften von Ludolph Dissen, nebst biographischen Erinnerungen an Dissen, 1839 (on-line)

### Edizioni postume
- Geschichte der griechischen Literatur bis auf das Zeitalter Alexanders, 1841 (on-line); nuova edizione 1882–1884, continuata da Emil Heitz Vol. 1: on-line, Vol. 2: (on-line)
- Kleine deutsche Schriften über Religion, Kunst, Sprache und Literatur, Leben und Geschichte des Alterthums, 1847 (Vol. 1: on-line, on-line; Vol. 2: on-line)
- Briefwechsel zwischen August Böckh und Karl Otfried Müller, 1883 (on-line)
- Denkmäler der alten Kunst, III edizione 1877 (Teil 2, Heft 1: on-line)

### Traduzioni italiane
- Istoria della letteratura greca / di Carlo Ottofredo Müller; prima traduzione italiana dall'originale tedesco preceduta da un proemio sulle condizioni della filologia e sulla vita e le opere dell'autore per Giuseppe Müller ed Eugenio Ferrai. Firenze: F. Le Monnier, 1858 (on-line)